# I Still Haven’t Found What I’m Looking For
«I Still Haven't Found What I'm Looking For» (с англ. — «Я всё ещё не нашёл то, что искал») — песня ирландской рок-группы U2. Это вторая композиция из альбома The Joshua Tree, а также второй сингл выпущенный в поддержку этого диска. Песня стала общемировым хитом, и поднялась до первого места в американском Billboard Hot 100, став очередным синглом U2 покорившим этот чарт. На родине музыкантов песня также стала #1, в британском хит-параде она достигла 6-й строчки.
Композиция возникла из демозаписи отрывков уникальных ритмических рисунков ударника Ларри Маллена-младшего. Как и большая часть пластинки, она была вдохновлена интересом музыкантов к американской музыке. В музыкальном плане, «I Still Haven’t Found What I’m Looking For» отражает влияние госпела, а её текст затрагивает тему духовной «жажды». Боно исполняет свою партию в верхнем вокальном регистре, гитарист Эдж играет гармоничное арпеджио. Также была придумана изюминка — бэк-вокал на манер евангелического хора, который исполнили: Эдж, Брайан Ино и Даниэль Лануа.
Композиция была высоко оценена критиками и получила две номинации на 30-й церемонии премии «Грэмми», в категориях: «Запись года» и «Песня года». Впоследствии она стала одной из самых известных песен группы и была исполнена в ходе множества концертных туров. Многие критики и публицисты причислили «I Still Haven’t Found What I’m Looking For» к когорте величайших композиций в истории музыки.
В 2004 году журнал Rolling Stone поставил песню на 93-е место в своём списке «500 величайших песен всех времён».

## История создания
Первоначально песня называлась «Under the Weather», её сочинили во время джем-сейшена, как и большую часть материала U2. «Поначалу для меня она звучала так, будто „Eye of the Tiger“ играет рэгги-группа», — вспоминал Эдж. «У этой песни был отменный бит» — отмечал Лануа — «Мне помнится, я напевал какую-то „классическую“ мелодию на ухо Боно. Он воскликнул: 'Вот оно! Подожди-ка!' — и ушёл… вернувшись с мелодией, которую мы все так хорошо знаем».
«Это музыка, которая рождает во мне настоящие эмоции — бежать к Богу сломя голову… либо нестись от него со всех ног» — сказал Боно в интервью Rolling Stone, «песня словно упивается своей амбивалентностью». «Это гимн сомнениям, которых у человека несомненно больше, чем самой веры» — описал песню Боно.

Хотя композиция «родилась» из ритма ударных (взятого из песни «Where the Girl»), который Лануа считает лучшим, что было в этой песне. Не малую роль в огранке этого «бриллианта» сыграл музыкальный талант Эджа. Звучание его гитары, Лануа назвал «чудесами панорамирования, звуком который отражал его индивидуальность и стал шагом в будущее». Боно вспоминал: 
Помню перед нами встала дилемма, у нас была мелодия — госпел, которую надо было осовременить, актуализировать... и мы сделали это посредством нескольких наложений гитары: Эдж сыграл разные партии.

Второй важной составляющей стал выразительный фальцет Боно. По воспоминания Лануа: 
<...>Не многие могут так петь, это за гранью возможного, в те годы Боно еще не был знаменит своим фальцетом и здесь он поёт в полную силу — доходит до ноты Си, хотя теноры обычно доходят до Соль.<...> Мне всегда нравились госпел и я попросил Боно пойти в этом направлении... И он отлично справился с такой нехарактерной для U2 задачей — петь в традициях госпела. Я думаю, что это приоткрыло группы дверь к экспериментам на этой территории... По-моему [Боно] отлично справился — спев на гране своих возможностей, он прекрасно спел. В его вокале есть что-то неистовое, как-будто ты слышишь Арету Франклин. Это цепляет тебя и переполняет чувствами.
Сам Лануа испытывает тёплые чувства к этой песне, продюсер много работал над ней и наслаждался процессом, который он описывал так: «У неё странное начало с барабанов, это скорее было похоже на строительство дома — начинается с фундамента, а в конце ты расставляешь мебель».

## Отзывы критиков
«I Still Haven’t Found What I'm Looking For» была тепло принята музыкальными критиками. Журналист Hot Press Билл Грэм описал композицию, как «умную, ручную работу — замечательный представитель рок-баллад, на американском радио», но посетовал на «ритмы группы гораздо более упругой и культивируемый, чем у их коллег по сцене того периода». Обозреватель газеты Sunday Independent предположил, что это песня была доказательством тезиса — группа может быть коммерчески успешной, не прибегая к рок-клише. Журнал The Rocket отметил, что текст Боно о «необходимости личной духовности» привёл к «уникальному сочетанию американского госпела и гойдельского соула». Несколько изданий, в том числе The Bergen Record и The Boston Globe, называли трек «гипнотическим» и интерпретировали его посыл (наряду с песней «Where the Streets Have No Name») как «духовном поиск» самих музыкантов. Песня заняла 18-е место в списке «Лучших синглов года» ежегодного опроса газеты The Village Voice — Pazz & Jop.

## Наследие
«I Still Haven’t Found What I’m Looking For» была признана многими музыкальными изданиями, как один из величайших песен всех времен. В 2001 году песня заняла 120-е место в рейтинге «Песни века» (несмотря на то, что группа ирландская). В 2003 году журнал Q поместил композицию на 148-ю строчку в своём списке «1001 величайшая песня всех времён». В 2005 году журнал Blender отметил трек 443-й строчкой в своём списке «500 величайших песен, с момента твоего рождения». Роберт Хилбёрн из газеты Los Angeles Times назвал её «Let It Be от U2», ссылаясь на знаменитую песню The Beatles. Кроме того, «I Still Haven’t Found What I’m Looking For» была выбрана в числе пятисот песен, которые попали в символический список «500 песен, которые изменили рок-н-ролл» Зала славы рок-н-ролла.
«I Still Haven’t Found What I’m Looking For» попала в саундтрек фильма «Сбежавшая невеста», а также прозвучала несколько раз в киноленте «Сметённые огнём».
В 1990 году песня была перепета шотландской группой The Chimes, их версия добралась до 6-й строчки в чартах Великобритании и Новой Зеландии. Также, она достигла 12-го места в национальном хит-параде Нидерландов.
Кавер-версию была исполнена в 5-м эпизоде («Город Ангелов») телесериала «Хор». По сюжету, Glee Club исполнили её, дабы продемонстрировать вершину своего мастерства на национальном хоровом конкурсе. Выбор композиции был мотивирован, тем что она любимая песня персонажа Финн Хадсона.

## Список композиций
Слова и музыка всех песен — группа U2.
| №                   | Название                                     | Продюсеры                 | Длительность |
| ------------------- | -------------------------------------------- | ------------------------- | ------------ |
| 1.                  | «I Still Haven't Found What I'm Looking For» | Брайан Ино, Даниэль Лануа | 4:38         |
| 2.                  | «Spanish Eyes»                               | U2                        | 3:16         |
| 3.                  | «Deep in the Heart»                          | U2                        | 4:31         |
| Общая длительность: | Общая длительность:                          | Общая длительность:       | 11:25        |

## Хит-парады
| Хит-парад (1987)                       | Высшая позиция | Сертификация |
| -------------------------------------- | -------------- | ------------ |
| Austrian Singles Chart                 | 10             |              |
| Canadian RPM Singles Chart             | 6              | Золотой      |
| Dutch Top 40                           | 6              |              |
| Finland (Suomen virallinen lista)      | 6              |              |
| French Singles Chart                   | 37             |              |
| Irish Singles Chart                    | 1              |              |
| New Zealand RIANZ Top 40 Singles Chart | 2              |              |
| Swedish Singles Chart                  | 11             |              |
| UK Singles Chart                       | 6              |              |
| US Billboard Hot 100                   | 1              |              |
| US Billboard Adult Contemporary        | 16             |              |
| US Billboard Album Rock Tracks         | 2              |              |